# Gellertstraße 17 (Magdeburg)

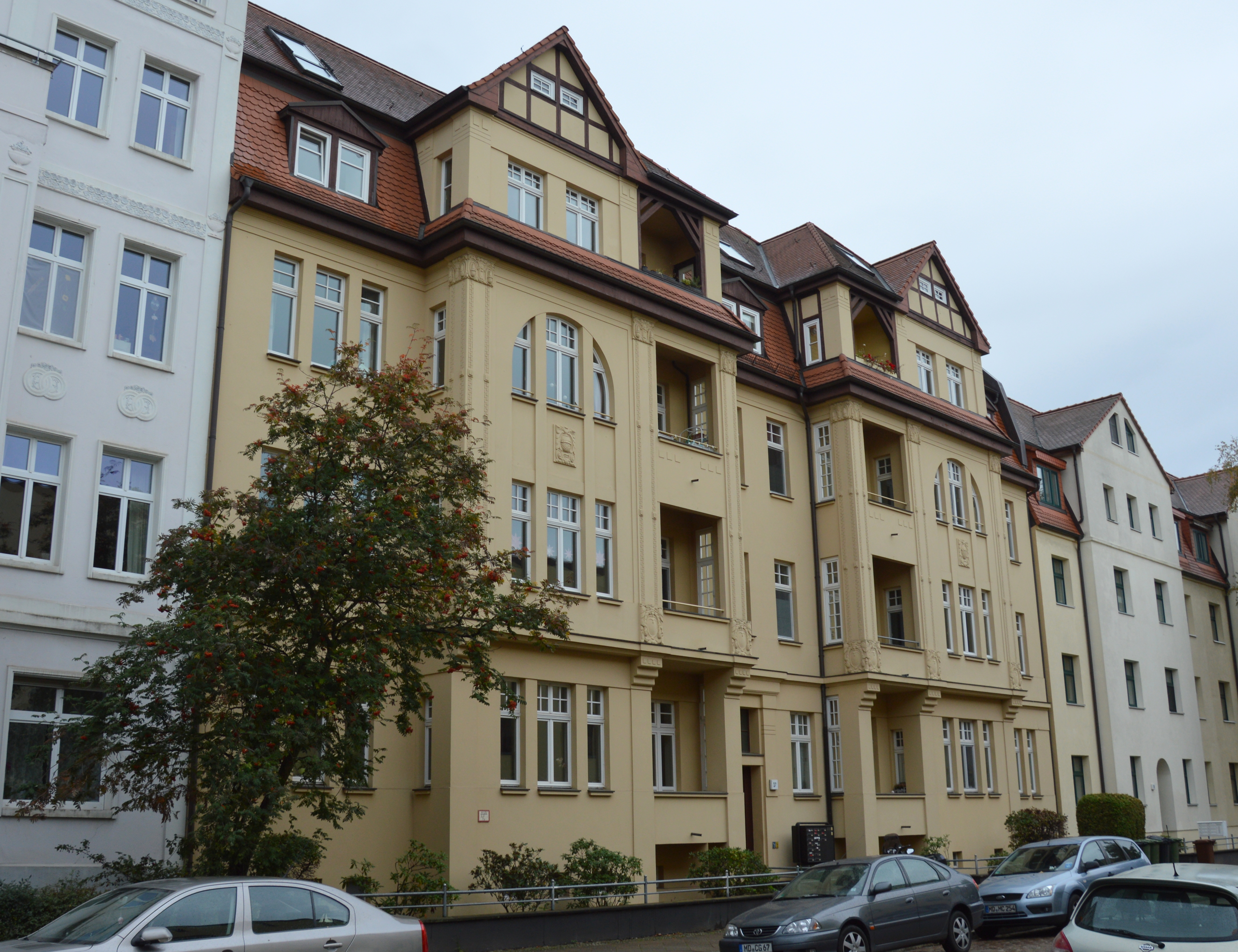
Haus Gellertstraße 17

Das Haus Gellertstraße 17 ist ein denkmalgeschütztes Wohnhaus in Magdeburg in Sachsen-Anhalt.

## Lage
Es befindet sich im Magdeburger Stadtteil Stadtfeld Ost auf der Westseite der Gellertstraße.

## Architektur und Geschichte
Das dreigeschossige Wohnhaus wurde im Jahr 1913 vom Maurer- und Zimmermeister Paul Semmler, der zugleich auch Eigentümer wurde, errichtet. Der verputzte Bau mit symmetrischer Fassade verfügt über zwei Risalite, die den mittig gelegenen Hauseingang flankieren. Die Risalite sind mit Loggien versehen und verfügen über große Dacherker. Auch die von in Fachwerkbauweise errichteten Dreiecksgiebeln bekrönten Dacherker haben Loggien. Bedeckt ist der Bau von einem Mansarddach. Die Gestaltung der Fassade orientiert sich an der Tradition des Deutschen Werkbunds und vereinigt Elemente des späten Jugendstils und des Neoklassizismus.
Im örtlichen Denkmalverzeichnis ist das Wohnhaus unter der Erfassungsnummer 094 70734 als Baudenkmal verzeichnet.